# Frederuna
Frederuna (em francês:  Frédérune; 885 — 10 de fevereiro de 917) foi rainha consorte da Frância Ocidental como a primeira esposa do rei Carlos III de França.  

## Família
Os nomes de seus pais são desconhecidos, mas especula-se que a sua família era de origem dinamarquesa e com origens na Frísia, de acordo com a obra Danorum Fresonumque germine procreatam. Porém, de acordo com a historiadora Rosamond McKitterick, Frederuna era da Lotaríngia.
Ela tinha três irmãos: Bovo II, bispo de Châlons; Reinilda, esposa de Teodorico de Ringelheim, e mãe de Matilde de Ringelheim, consorte do rei Henrique I da Germânia, e uma irmã ou irmão de nome desconhecido cujo filho era Berengário, Bispo de Cambrai.

## Biografia
Frederuna se casou com o rei Carlos III em 1 ou 18 de abril de 907. Ele era filho de Luís II de França e de Adelaide de Paris, sendo assim um descendente da linhagem paterna de Carlos Magno.
Seu marido a repudiou, e depois se casou com Edgiva de Wessex, filha de Eduardo, o Velho, rei de Wessex, que lhe deu um filho, Luís IV de França.
Frederuna morreu em 10 de fevereiro de 917, e foi enterrada na Abadia de Saint-Remi, em Reims, na França.

## Descendência
O casal teve seis filhas:
- Ermentruda (n. 908/16), esposa de Godofredo da Lotaríngia, conde palatino da Lotaríngia, com quem teve cinco filhos;
- Frederuna (n. 908/16);
- Adelaide (n. 908/16), casada com Raul I, conde de Gouy, com quem teve dois filhos;
- Gisela de França (n. 908/16), cuja existência é duvidosa. Possível esposa do duque Rollo da Normandia, ancestral do rei de Inglaterra, Guilherme, o Conquistador;
- Rotrude (n. 908/16);
- Hildegarda (n. 908/16).